# Beltershausen (Bromskirchen)
Koordinaten: 51° 5′ 18″ N, 8° 36′ 3″ O
Beltershausen ist eine Wüstung in der Gemarkung von Bromskirchen, einem Ortsteil der Gemeinde Allendorf (Eder) im nordhessischen Landkreis Waldeck-Frankenberg.

## Geographie
Der aufgegebene Ort wird auf 390 m Höhe am Linspherbach im Bereich der Oberlinspher Mühle vermutet, etwa 1,3 km westsüdwestlich von Bromskirchen und 12,5 km nordwestlich der Kernstadt von Frankenberg (Eder). Die Kreisstraße K 123 von Bromskirchen nach Neuludwigsdorf verläuft unweit nördlich. Die Flurnamen Beltershäuser Grund und Beltershäuser Löh erinnern heute an die verlassene Siedlung.

## Geschichte
Der Ort wurde 1286 als „Belthershusen“ erstmals urkundlich erwähnt, als der Ritter Godbert von Diedenshausen dem Kloster St. Georgenberg zum Seelenheil seiner Ehefrau 3 Schillinge jährliche Einkünfte von der Mühle in Beltershausen schenkte. 1324 wird Gerlach von Diedenshausen als Besitzer eines Hofs zu Beltershausen genannt. Die Siedlung war jedoch sicherlich älter, denn schon in der ersten Hälfte des 13. Jahrhunderts werden Herren von Beltershausen als Zentgrafen der Zent Bromskirchen erwähnt. Als der Frankenberger Schultheiß Tammo von Beltershausen 1243 zum verbesserten Unterhalt seiner Tochter Sophia dem Kloster Berich drei Höfe und eine Mühle in Beltershausen übereignete, wurde die Übertragungsurkunde von seinem örtlichen Lehnsherrn, dem Grafen Siegfried I. von Battenberg, beglaubigt und eine Anzahl von Honoratioren aus der Umgebung wurde als Zeugen genannt. Dies verdeutlicht, dass es sich um Battenberger Lehnsbesitz in Beltershausen bei Bromskirchen handelte.
Im Jahre 1329 wird erneut ein Tammo von Beltershausen bekundet, als er seine von den Herren von Itter lehnrührige Hälfte der Vogtei zu Linsphe und des Gerichts Bromskirchen an die Brüder Konrad und Gottfried von Diedenshausen verkaufte. Die Besitzungen der Herren von Diedenshausen gingen 1394 auf die Herren von Viermund über, und 1539 verkauften diese u. a. ihren dort noch bestehenden Hof an die Landgrafschaft Hessen.